# 弗里亞省
弗里亞省是西非國家畿內亞的33個省之一，位於該國南部，由博凱大區負責管轄，首府設於弗里亞，北面和東面是泰利梅萊省，南毗杜布雷卡省，西鄰博法省，面積1,811平方公里，人口約82,000。